# جامعة زاباروجيا الوطنية
جامعة زاباروجيا الوطنية (بالأوكرانية: Запорізький національний університет) مؤسسة تعليم عالي من المستوى الرابع، في مدينة زاباروجيا , أوكرانيا
.

## الكليات والمعاهد
- قسم الفيزياء
- كلية الرياضيات
- كلية التاريخ
- كلية علم الاجتماع والإدارة
- كلية اللغات
- كلية فقه اللغة
- كلية البيولوجيا
- كلية الاقتصاد
- كلية التربية الرياضية
- كلية الحقوق
- كلية التربية الاجتماعية وعلم النفس
- كلية إدارة
- كلية الصحافة
- كلية الاقتصاد والعلوم الإنسانية في مدينة ميليتوبول

كليات
- الاقتصاد والقانون
- التداول وادراة البيع

المراكز التعليمية
- مركز الدراسات العليا
- مركز اللغات
- مركز "الإنكليزية للأطفال"
- مركز أعمال التربية والتعليم
- مركز اللغة الفرنسية
- مركز اللغة الألمانية في معهد غيتة